# Manetó
Manetó (en grec Μανεθών o Μανεθώς) va ser un historiador egipci del segle III aC, nascut a Sebennitos, al delta del Nil, i, segons Suides, sacerdot a Heliòpolis. Tenia, a l'antiguitat, la reputació d'haver aconseguit la major saviesa possible, i això va fer que en una època posterior es publiquessin llibres amb el seu nom. Algunes d'aquestes obres fetes per impostors tenien un caràcter místic i fantàstic, i per això Manetó va ser considerat, fins i tot per autors antics, un personatge mig mític, igual que Epimènides de Creta.
Va viure a l'època del primer Ptolemeu, amb qui va entrar en contacte per la seva saviesa. Plutarc explica que aquest faraó va tenir un somni que li ordenava portar una estàtua colossal d'un déu de Sinope a Egipte, i quan l'estàtua va arribar, va preguntar a Manetó a quin déu representava. Aquest va dir que era de Serapis, l'Osiris del món inferior o Plutó, i Ptolemeu en va construir un temple i en va establir el seu culte.
Va escriure diferents llibres, dels quals només se'n tenen referències. Una obra que sembla que portava per títol τῶν φυσικῶν ἐπιτομή, segons Diògenes Laerci, explicava les doctrines egípcies sobre l'origen dels déus i del món, i sobre la moral i la justícia, i va ser recollida en part per Plutarc a la seva obra De Iside et Osiri. Suides menciona una altra obra de Manetó, Cyphi, que tractava dels rituals religiosos, també recollida al final de l'obra mencionada de Plutarc, on es veu que era un home honest i intel·ligent, amb gran coneixement de l'antiga religió.

## Història d'Egipte
La importància de Manetó recau en què va ser el primer egipci que va escriure en grec una història del seu país, on va establir una divisió cronològica per dinasties encara en ús, basada en les obres antigues dels mateixos egipcis, especialment els seus llibres sagrats. Hi dona detalls de noms i fets, i de les creences teològiques dels egipcis. L'obra històrica de Manetó, encara que perduda, és molt més important que les seves obres teològiques. Flavi Josep menciona la Història d'Egipte (Aegyptiaka), i en reprodueix alguns fragments, cosa que fa veure que estava molt correctament escrita en grec i era agradable de llegir. El mateix autor informa que Manetó corregia moltes de les informacions transmeses per Heròdot. La Història de Manetó es dividia en tres llibres. La primera part parlava dels primers temps del país, coneguts com a època mítica, donant els noms dels primers reis-déus fins a l'onzena dinastia. La segona part començava amb la dotzena dinastia i acabava a la dinastia dinou, i la tercera seguia amb les dinasties restants fins a Nectabeu II, l'últim faraó autòcton de la dinastia XXX. L'obra s'ha perdut però es coneix per la via indirecta d'autors jueus i cristians posteriors. Les llistes més importants de les dinasties faraòniques les conserven Sext Juli Africà (any 220), i el bisbe Eusebi de Cesarea (segle iv), sobretot en la versió en llengua armènia de la seva obra. Flavi Josep, com s'ha dit, i Jordi Sincel·le van conservar també llistats de faraons trets de Manetó. La durada del primer període descrit en el seu llibre va ser calculada pel mateix Manetó en 24.900 anys i des del primer faraó Narmer fins a Nectabeu, van passar 3.555 anys. La seva enumeració dels faraons històrics es van fonamentar en documents antics i en inscripcions epigràfiques. Les obres de Manetó usades per ordenar les llistes fragmentàries i altres inscripcions, es conserven només als escrits d'historiadors posteriors. Aquestes obres, a més, presenten diversos problemes i errors, com durades de regnats impossibles. En alguns casos es pensa que són regnats ocorreguts alhora i no de forma successiva.